# SP-127
A SP-127 é uma rodovia transversal do estado de São Paulo, administrada pelo Departamento de Estradas de Rodagem do Estado de São Paulo (DER-SP) e pelas concessionárias Rodovias das Colinas e SPVias.

## Denominações
Recebe as seguintes denominações em seu trajeto:
	Nome:		Fausto Santomauro, Rodovia
- De – até:	 Rio Claro – Piracicaba
- Legislação: LEI 639 DE 13/05/75

	Nome:		Cornélio Pires, Rodovia
- De – até:	 Piracicaba – Tietê
- Legislação: LEI 968 DE 09/04/76

	Nome:		Antonio Romano Schincariol, Rodovia
- De – até:	 Tietê – Itapetininga
- Legislação: LEI 1.555 DE 06/03/78

	Nome:		Francisco da Silva Pontes, Professor, Rodovia
- De – até:	 Itapetininga – Capão Bonito
- Legislação: LEI 9.536 DE 02/05/97

## Descrição
| Km  | Município          | Região geográfica imediata |
| 0   | Rio Claro          | Rio Claro                  |
| 15  | Piracicaba         | Piracicaba                 |
| 44  | Rio das Pedras     | Piracicaba                 |
| 47  | Saltinho           | Piracicaba                 |
| 54  | Rio das Pedras     | Piracicaba                 |
| 59  | Tietê              | Sorocaba                   |
| 86  | Cerquilho          | Sorocaba                   |
| 98  | Tatuí              | Tatuí                      |
| 129 | Itapetininga       | Itapetininga               |
| 188 | São Miguel Arcanjo | Itapetininga               |
| 192 | Capão Bonito       | Itapeva                    |

### Trechos
Rodovia Cornélio Pires
A rodovia liga Tietê à Piracicaba, passando pelos municípios de Saltinho e Rio das Pedras. Atualmente é administrada pela concessionária Rodovias das Colinas e apresenta um pedágio ao longo do trecho.
Em 2018 foi duplicada entre os km 55 e km 58, trecho entre as cidades de Rio das Pedras e Saltinho.
Cornélio Pires (1884-1958), que dá nome a rodovia, era natural da cidade de Tietê e foi um jornalista, escritor, folclorista, empresário e ativista cultural brasileiro.

## Características

### Extensão
- Km Inicial: 0,000
- Km Final: 215,930

### Localidades atendidas
- Rio Claro
- Assistência
- Tanquinho
- Piracicaba
- Rio das Pedras
- Saltinho
- Tietê
- Cerquilho
- Tatuí
- Morro do Alto
- Itapetininga
- Conceição
- Varginha
- Gramadinho
- São Miguel Arcanjo
- Gramadão
- Turvo dos Almeidas
- Capão Bonito